# Ватрени појас Пацифика
Ватрени појас Пацифика (Пацифички ватрени појас, Тихоокеански ватрени прстен) је појас вулкана који окружује Тихи океан. Ту се налази 40% свих активних вулкана који уз то, као стратовулкани или сиви вулкани, имају огромну експлозивну снагу. 
Ватрени појас Пацифика се највећим делом састоји од низа острвских лукова као што су Алеути, Курили или јапански острва Ријоку. Само на неколико западнопацифичких острвских лукова отпада 45% свих вулкана на свету.
Он почиње на западном ободу Тихог океана са Камчатком на којој има 28 активних вулкана. Најзначајнији међу њима је Кључевскаја Сопка. Од Камчатке ка југу ватрени појас Пацифика се пружа преко Курилских острва где има 39 активних вулкана. Најактивнији и највиши вулкан је Алаид на истоименом острву. Од Курилских острва вулканска зона се наставља на јапанска острва где има 49 активних вулкана. Најпознатији су Фуџијама, Бандај-сан, Асама и Киришима. Он се даље наставља преко Филипинских острва са 12 активних вулкана, Целебеса (4 вулкана), Нове Гвинеје (10 вулкана), па преко Нове Британије, Соломонских острва, Нових Хебрида, острва Кармедек и Новог Зеланда (5 вулкана) до Антарктика.
Источни обод ватреног појаса Пацифика почиње Алеутским острвима (25 вулкана), одакле се простире преко Аљаске на Кордиљере (Стеновите планине и Анде). Велики систем планинских венаца Анда и Кордиљера има преко 80 активних вулкана, од којих су најзначајнији Ласен Пик (3181 m) у Каскадским планинама, Попокатепетл (5452 m), Оризаба(5.700 m) и Колима (3846 m) сва три у Мексику. У Јужној Америци најзначајнији су Котопакси (5.896 m)у Еквадору, који је највиши активни вулкан на свету, Мисти (5842 m) у Перуу и Домујо (4708 m) и Аконкагва (7035 m) у Аргентини.
У Тихом океану се налазе и Хавајска острва са вулканима Мауна Лоа (4170 m), Мауна Кеа (4202 m), Хуалалај (2520 m) и Килауеа (1247 m).
Тај појас живих вулканских активности обухвата готово целу пацифичку тектонску плочу. Дуж њених рубова услед тектонике плоча долази до субдукције које стварају слаба подручја у литосфери која погодују изласку текуће магме.